# Altenweiher (Küps)
Altenweiher ist eine Wüstung auf dem Gemeindegebiet des Marktes Küps im Landkreis Kronach (Oberfranken, Bayern).

## Geographie
Die Einöde lag auf einer Höhe von 420 m ü. NHN und war von Waldgebieten umgeben.

## Geschichte
Gegen Ende des 18. Jahrhunderts bestand Altenweiher aus einem Anwesen. Das Hochgericht übte das Rittergut Weißenbrunn im begrenzten Umfang aus, es hatte ggf. an das bambergische Centamt Weismain auszuliefern. Das Rittergut Weißenbrunn war zugleich Grundherr des Gütleins.
Mit dem Gemeindeedikt wurde Altenweiher dem 1808 gebildeten Steuerdistrikt Hain und der 1818 gebildeten Ruralgemeinde Hain zugewiesen. 1818 bestand der Ort aus 2 Anwesen mit 5 Einwohnern. 1867 wurde der Ort in einem Ortsverzeichnis letztmals aufgelistet. Es gab zu dieser Zeit 3 Gebäude mit 4 Einwohnern.

## Religion
Altenweiher war evangelisch-lutherisch geprägt und ursprünglich nach Zur Heiligen Dreifaltigkeit (Weißenbrunn) gepfarrt. Im 19. Jahrhundert war der Ort nach St. Maria, St. Petrus und Paulus (Gärtenroth) gepfarrt.